# Pleebo
Pleebo (o Plibo) es una ciudad localizada en el condado de Maryland, Liberia. Es la ciudad más grande del condado de Maryland, con una población de 22,693 en 2008.